# Sabéen (langue)
Pour les articles homonymes, voir Sabéen.
Le sabéen ou sabaïque est une langue sudarabique ancienne parlée entre le début du IIe millénaire av. J.-C. et le VIe siècle apr. J.-C. par les Sabéens et quelques autres peuples de l'ancien Yémen (Himyarites, Hashidites, Sirwahites, Houmlanites, Ghaïmanites et Radmanites). 

## Description

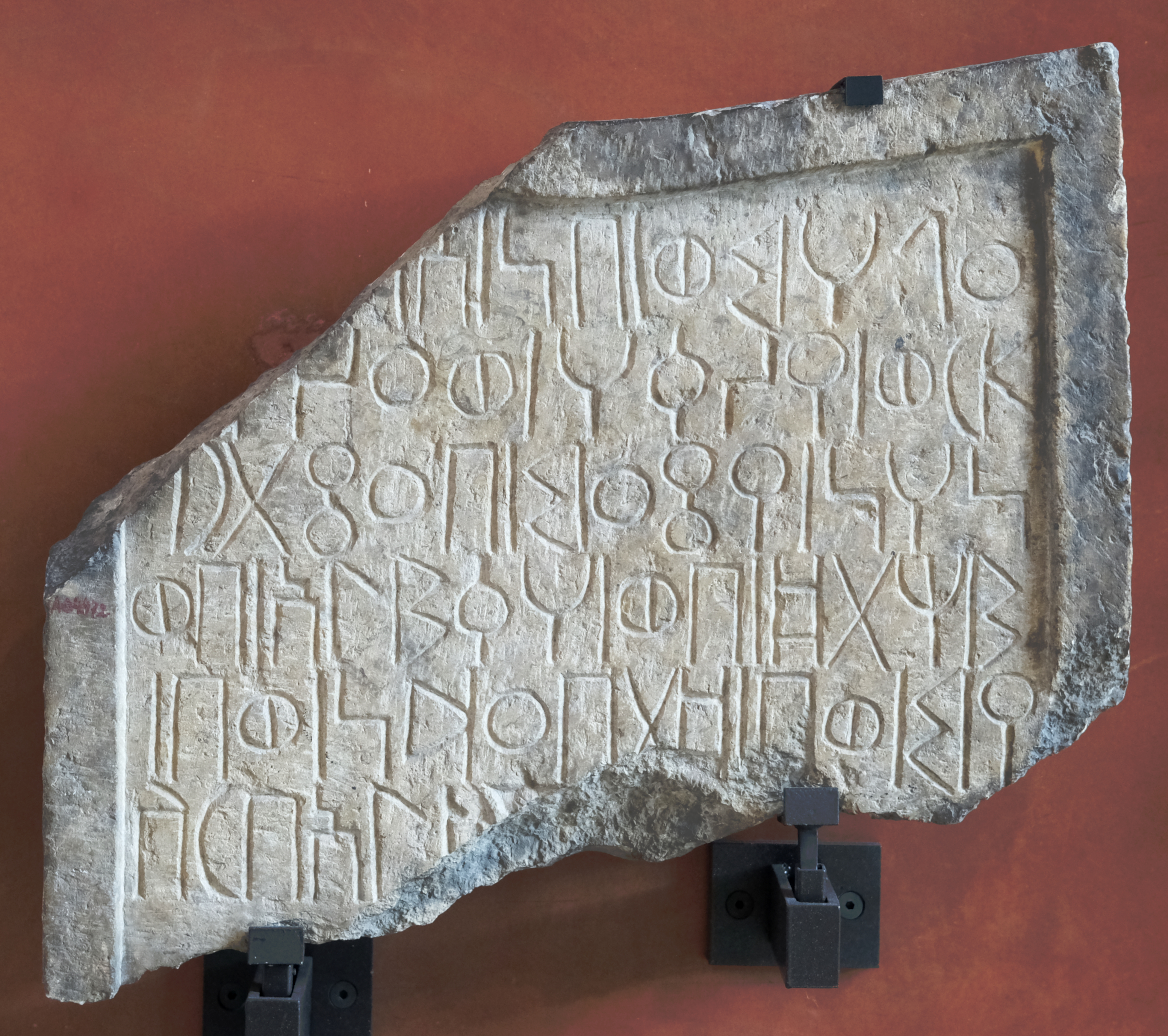
Ce texte fragmentaire en langue sabéenne est l'un des plus anciens connus (VIIIe siècle av. J.-C.) - Musée du Louvre, AO4091.

Il appartient au sous-groupe sudarabique de la branche sémitique des langues afro-asiatiques. Le sabéen se distingue des autres langues sudarabiques par l'utilisation de h pour marquer la troisième personne et servir de préfixe causatif là où les autres idiomes du groupe se servent tous de s1, d'où son qualificatif de « langue en h » par opposition aux « langues en s ».